# Fiesta de San Roque (Firgas)
La Fiesta de San Roque es una celebración que tiene lugar en Firgas, municipio situado al norte de la isla de Gran Canaria, del que es patrón. 
Durante todo el mes de agosto se celebran las fiestas por el santo, siendo los días grandes el 15 y el 16 (día de San Roque). Su veneración viene dada por una plaga de enfermedades que asolaron el pueblo y los habitantes de Firgas pidieron protección a San Roque para que remitiera la plaga, lo cual sucedió y comenzó a venerarse al santo como patrón del municipio.
Durante las fiestas en honor a San Roque destacan la "Traída del Palo", tradición que se remonta a más de 250 años, en la que los habitantes de la localidad portan un poste de madera por todo el municipio en medio de la algarabía y la música de charanga, hasta llegar a la Plaza de San Roque, en la cual se levanta "el Palo" y se enarbola en él la bandera de San Roque, a la cual los más valientes y atrevidos intentan llegar subiendo por el Palo, y besar la bandera en lo más alto.
La víspera de la festividad, el día 15, se celebra la romería-ofrenda en honor al santo, en la que cada barrio y los romeros en general, construyen carretas que llenan de tipismo y ofrendas que son entregadas a los pies del patrón para ayudar a los más necesitados. Al finalizar la ofrenda, el día grande comienza a las 00:00 horas con un espectáculo pirotécnico.
- Datos: Q5861691